# Calathea striata
Calathea striata är en strimbladsväxtart som beskrevs av H.A.Kenn. Calathea striata ingår i släktet Calathea och familjen strimbladsväxter. Inga underarter finns listade.